# Honffy József
Honffy József névvariánsok: Honfy, Honffi, Honfi, született: Oravecz (Zagyvapálfalva, 1909. május 5. – ?, 1976. november 16.) magyar színész, az Állami Déryné Színház alapító tagja.

## Életpályája
Szülei Oravecz József MÁV napszámos és Ponyicsányi Mária. Oravecz családi nevét 1934-ben változtatta Honfira. Színészként a Gaál Béla vezette Filmművészeti Iskolában (Országos Filmegyesület színiiskolája) végzett 1936-ban. Osztálytársai közül Sívó Mária lett ismert színésznő. A Belvárosi Színházban Hatvany Lili: A lánc című darabja volt a vizsgaelőadása. Az Erzsébetváros Színházban, az Új Színházban és a Márkus Parkszínházban szerepelt 1945-ben. Megalakulásától, 1951-től az Állami Faluszínház, majd a névváltoztatás után az Állami Déryné Színház társulatának színművésze volt, ahol főleg karakterszerepeket alakított 1971-ig, nyugdíjba vonulásáig.
Rendszeresen a vidéket járó színészként 1966-ban nyilatkozta:

„Voltam SS börtönőr is a Fučik darabban, s mikor kijöttem a függöny elé meghajolni, megdobáltak, fenyegettek, egy néni meg felszólt hozzám: „Javuljon meg, édes fiam...” … bizony kezdetben nem szeretett bennünket a falu népe, megfenyegették még a buszt is. Ma meg? Amerre megyünk mindenfelé kedvesen integető embereket látunk, értik és szeretik a munkánkat… A verses darabokat szeretem, de emlékezetes a „Tizenöt füzér pénz” részeges kocsmárosa is: itt volt a megyében az ősbemutató.”

67 éves korában hunyt el, a rákoskeresztúri Új köztemetőben helyezték végső nyugalomra.

## Színházi szerepeiből

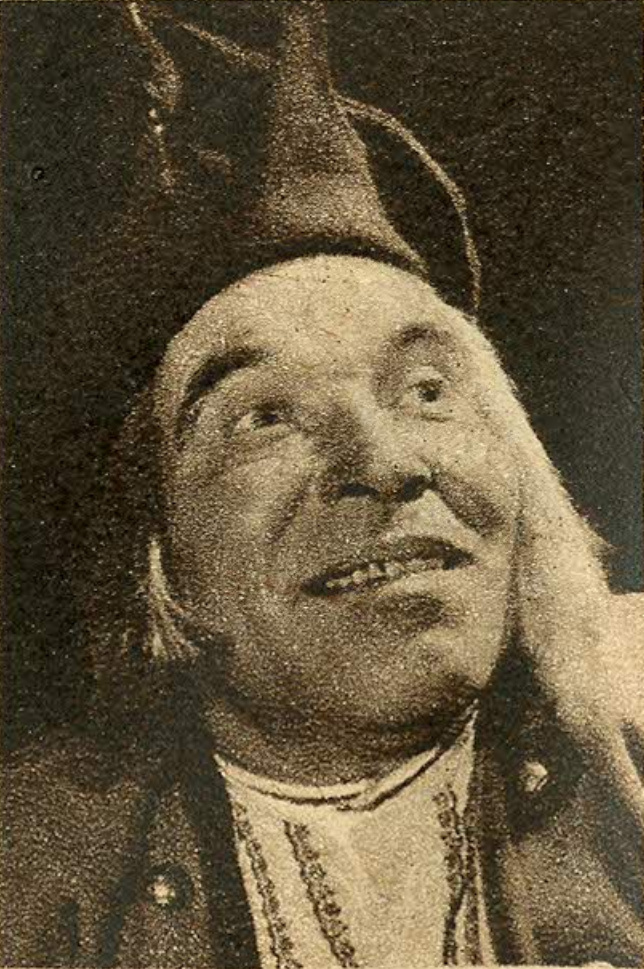
Durák szerepében, Gombos Imre: A pataki szüret című vígjátékban (Állami Déryné Színház, 1958)

- William Shakespeare: Vízkereszt vagy amit akartok... Tengerészkapitány
- William Shakespeare: Othello... Lodovico; Szenátor
- Alekszandr Nyikolajevics Osztrovszkij: Karrier... Grigorij
- Julius Fučík – Jurij Burjakovszkij: Üzenet az élőknek... Willi
- Mark Twain: Koldus és királyfi... Lord Hertford
- Theodore Dreiser – M. Bazilevszkij: Amerikai tragédia... Öreg rendőr
- Lillian Hellman: A kis rókák... Cal
- Csou Su-csan: Tizenöt füzér pénz... Yu Hu-lu
- Jókai Mór: Az új földesúr... Kampós
- Jókai Mór: És mégis mozog a föld... A nádor; Csollán Berti; Tóth uram
- Jókai Mór: Könyves Kálmán... Gálos
- Szigligeti Ede: Liliomfi... Schwartz; Kányai
- Eötvös József: Hű szerelmesek... János
- Molnár Ferenc: Doktor úr... Földrajztanár
- Mikszáth Kálmán: Szent Péter esernyője... Kvapka; Prepelicza
- Heltai Jenő: A tündérlaki lányok... Pista
- Vaszary Gábor: A férfi ingatag... Pincér
- Dobozy Imre: Szélvihar... Szirom Gazsi
- Nyíri Tibor: Menyasszonytánc... Muhi; Mulatós Farkas;  Palitz Pál; Kenyheczi
- Gombos Imre: A csóknak próbája... Főszakács
- Gombos Imre: A pataki szüret... Durák
- Urbán Ernő: Gál Anna diadala... Hajdók sógor
- Major Ottó: Határszélen...  Henner István
- Török Rezső: Vannak még csodák... Dobos
- Török Rezső: Vannak még férfiak... Dobos
- Nadányi Zoltán – Tamássy Zdenko: Szigligeti ribillió... Bodza István
- András Béla: Pataki szüret... Durák
- Tóth Miklós: Nem olyan világot élünk... Mátyus
- Hervé: Nebáncsvirág... Színigazgató
- Kálmán Imre: Csárdáskirálynő... Tábornok
- Huszka Jenő: Mária főhadnagy... Biccentő, strázsamester
- Huszka Jenő: Szellők szárnyán (Lili bárónő)... Becsey, tiszttartó
- Jacobi Viktor: Leányvásár... Kocsmáros
- Kerekes Imre: A siker titka... Légó Lázár János
- Vaszy Viktor – Dékány András – Baróti Géza: Dankó Pista... Bitó

## Filmes és televíziós szerepei
- Évforduló (1936)
- Aranyember (1936)
- Elkésett levél (1941)

## Díjai, elismerései
- Szocialista Kultúráért (1967)
- Szocialista Kultúráért (1969)